# Bernd Simon
Bernd Cornelius Simon (* 24. August 1946 in Hamburg; † 27. November 2017 in München) war ein deutscher Musikproduzent, Sänger und Synchronsprecher. 

## Biografie
Der Sohn des Schlagersängers Hans-Arno Simon arbeitete zunächst als Musikproduzent z. B. mit Agnetha und Danyel Gérard (Produktion der deutschen Fassung von Gérards Hit Butterfly), bevor er 1973 unter dem Pseudonym Simon Butterfly (Rain Rain Rain) selbst als Schlagersänger in Erscheinung trat. In späteren Jahren produzierte er u. a. Lieder von Kristina Bach, Eberhard Hertel und Stefan Mross.
Ab 1985 war Simon darüber hinaus als Synchronsprecher tätig. Seine markante, leicht brüchige Stimme prädestinierte ihn als Sprecher von Zeichentrickfiguren. Seine bekannteste Synchronrolle ist die des „Moe Szyslak“, dem Barkeeper aus der Serie Die Simpsons, dem er ab 1991 über 27 Jahre seine Stimme lieh. Auch sprach er „Lenny Leonard“ in Staffel 1 der Serie. Zu seinen weiteren Zeichentrickrollen zählen die Maus „Winslow“ in CatDog und die „Ente“ im Film Till Eulenspiegel. Außerdem sprach er in den beiden Transformers-Serien The Transformers und Transformers: Generation 2 sowie im Film Transformers – Der Kampf um Cybertron von 1984 den Decepticon Starscream. In der Serie Für alle Fälle Amy sprach er in vier Folgen den Schauspieler Gregory Harrison.
Bernd Simon starb am 27. November 2017 im Alter von 71 Jahren.

## Diskografie
Singles
- 1967: Mars-Patrouille
- 1968: SOS for the Beat (The Elephants mit Andy und Bernd Simon)
- 1969: Ich wette 1000:1
- 1970: Und es waren zwei Kameraden (mit Bettina Simon; als Bettina und Bernd)
- 1973: Rain, Rain, Rain (als Simon Butterfly)
- 1973: Darling (als Simon Butterfly)
- 1974: Bella Marie (als Simon Butterfly)
- 1974: Heut’ ist mein Glückstag (als Simon Butterfly)
- 1976: Make My Bed Mama (als Simon Butterfly)
- 1979: Sing a Summer Song (als Simon Butterfly)
- 1981: Gartenzwerg AG (als Simon und die 7 Zwerge)